# Rony Marton
Rony Marton, někdy uváděn i jako Ronny, vlastním jménem Rony Surjomartono (* 1943) je inženýr ekonomie a bývalý zpěvák, populární v bývalém socialistickém Československu.

## Život
Rony Surjomartono pochází z Indonésie, konkrétně z ostrova Jáva. V Indonésii začal po absolvování střední školy studovat ekonomii na vysoké škole. Po prvním ročníku se rozhodl ve studiu pokračovat v zahraničí. Původně měl zájem studovat v Japonsku, což mělo poměrně prozaický důvod: Mezi Ronyho hlavní mimoškolní činnosti patřilo judo a karate. V Japonsku, odkud oba bojové sporty pocházejí, se v nich chtěl zdokonalit. Protože se však zajištění studia v Japonsku ukázalo jako nemožné, rozhodl se Surjomartono pro socialistické Československo. Údajně proto, že úroveň vysokoškolského studia v ČSSR měla v Indonésii dobrou pověst. Od roku 1963 žije v Praze. Vystudoval Vysokou školu ekonomickou v Praze a v ekonomickém průmyslu doposud pracuje.
Původně Surjomartono plánoval v Československu vystudovat a po nějaké době se vrátit zpět do vlasti. V Indonésii však během jeho pobytu v ČSSR proběhl v letech 1965–1966 krvavý vojenský převrat, který rychle přešel v autoritářský režim. Surjomartono se proto zpět do vlasti už natrvalo nevrátil. Usadil se v Praze, kde také založil rodinu. Jeho žena pochází z Moravy. Do Indonésie se jako rodinný turista podíval až po mnoha letech, kdy představa trvalého návratu v podstatě už nepřipadala v úvahu.
Svůj příběh českým posluchačům mimo jiné představoval i v písni Žiji v Praze devět let, kde mimo jiné zpíval:
„Když jsem tenkrát přiletěl svět do dlaní vzít, studovat jsem u vás měl, pár let v Praze žít. První den jsem oněměl, vážil každý krok a v mém srdci orloj zněl, celý další rok. […] Začal jsem ji poznávat a též lidi v ní, občas myslet na návrat, snít jak člověk sní. Pak jsem náhle objevil v lidech nový svět, vznikl celek z mnoha chvil, zážitků i vět. […] Když v mé rodné zemi skryl slunce tmavý stín, nový domov pro nás byl v Praze naštěstí. Žiji u vás devět let, necítím se sám, mám svou práci, ženu, svět, dítě, lásku k vám. Praha je Prosek, metro, lidé, spousta práce, a malá dcerka která brzy začne ptát se. Starosti, krásné chvíle, jak už to má být když do svých rukou svoje štěstí můžeš vzít“

## Hudební kariéra
Díky poměrně dobré češtině s mírným sladkým přízvukem nedělalo Martonovi problém zpívat celý repertoár v češtině. Hudbě se v Československu začal plněji věnovat od roku 1971, kdy vyhrál soutěž Talent 71 v Praze. Od té doby na Strahově v Klubu 007 zpíval v hudební skupině, která hrála studentům k tanci. Brzy na to potkal Petra Hanniga, jednoho z tehdejších manažerů československých zpěváků pop music. Ten také pro Martona aranžoval píseň Zdeňka Merty Hastrmane tatrmane, melou, s kterou Marton a Hannigova skupina Kardinálové v roce 1973 zaznamenali obrovský úspěch.
Martonova kariéra kulminovala v první polovině sedmdesátých let. Rozhodl se však naplno věnovat oboru, který vystudoval, takže profesionální dráhu hudebníka v podstatě nikdy nenastoupil. Hudba mu zůstala jako koníček. Věnuje se jí dodnes, byť téměř výhradně v rámci indonéské komunity v České republice.
Uvažuje také o tom, že by ve své rodné Indonésii vydal na cédéčkách všechny své české písničky, z nichž některé nazpíval indonésky a „jamansky“ (javánsky?) a výtěžek z prodeje věnovat na tamní chudé děti.
V roce 2021 s ním Česká televize natočila pořad 13. komnata Ronyho Martona.

## Náboženství
Surjomartono se hlásí k muslimské víře. Jeho syn Adam Surjomartono se naopak už v mládí stal znovuzrozeným křesťanem.